# Stazione di Steske
La stazione di Steske è una fermata ferroviaria posta sulla linea Jesenice-Trieste (Transalpina). Serve il centro abitato di Steske, frazione di Nova Gorica.

## Storia
La fermata venne attivata molti anni dopo l'apertura della linea Jesenice-Trieste, avvenuta nel 1906.
Dal 1991 appartiene alla rete ferroviaria slovena (Slovenske železnice).